# Кузнецовская (Вожегодский район)
Кузнецовская — деревня в Вожегодском районе Вологодской области.
Входит в состав Вожегодское городское поселение, с точки зрения административно-территориального деления — в Вожегодский сельсовет.
Расстояние до районного центра Вожеги по автодороге — 11,8 км. Ближайшие населённые пункты — Малая Климовская, Ольшуковская, Зиненская, Тупицыно, Пешково, Сорожинская.
По переписи 2002 года население — 4 человека.